# Opel 5/12 PS
La 5/12 PS era un'autovettura di fascia bassa prodotta dal 1911 al 1920 dalla Casa automobilistica tedesca Opel.

## Profilo e storia
Durante la prima metà del 1910 il programma della Casa di Rüsselsheim era quello di proporre una versione notevolmente aggiornata della Doktorwagen, popolare vettura di fascia medio-bassa introdotta l'anno precedente, che proponesse interessanti contenuti tecnici, oltre che funzionali.
Ma non essendo la nuova vettura ancora pronta esattamente come i vertici della Casa desideravano, si scelse nel frattempo di proporre una variante aggiornata della Doktorwagen per i mesi che mancavano ad ultimare la vera erede.

### La 5/10 PS
Fu così che, subito dopo l'uscita di produzione della Doktorwagen, fu lanciata la 5/10 PS, ossia la vettura che doveva fungere da "cuscinetto", per colmare la lacuna lasciata nel segmento delle Opel di fascia medio-bassa, in attesa del nuovo modello.
La 5/10 era in pratica una Doktorwagen aggiornata, soprattutto nella meccanica: in primo luogo, il motore era un'evoluzione dell'unità da 1 litro utilizzata sulla Doktorwagen. Si trattava infatti di un 4 cilindri portato a 1195 cm³, dotato di distribuzione a valvole laterali ed in grado di raggiungere una potenza massima di 10 CV a 1800 giri/min.
Per il resto, sia per quanto riguarda la meccanica, sia per quanto riguarda il telaio, la 5/10 PS mantenne quanto già proposto dalla Doktorwagen. La trasmissione era quindi a giunto cardanico, con cambio a 3 marce. Il telaio, che manteneva la stessa misura di passo rispetto alla Doktorwagen, era ad assale rigido e molle a balestra semiellittiche su entrambi gli assi. Anche l'impianto frenante riproponeva freni a pedale unicamente posteriori ed agenti sul cambio. Il freno di stazionamento agiva invece sulle ruote posteriori.
La 5/10 PS raggiungeva una velocità massima di circa 50 km/h, anche in questo caso coincidenti con le prestazioni velocistiche della Doktorwagen. Rispetto a quest'ultima, però, la 5/10 PS era disponibile unicamente in una sola configurazione di carrozzeria, ossia come single-phaeton.
Fu prodotta fino alla fine del 1910: all'inizio dell'anno seguente sarebbe sopraggiunto il nuovo modello.

### La 5/12 PS prima serie
La 5/12 PS nacque per sostituire la 5/10 PS nella fascia medio-bassa della gamma Opel all'inizio degli anni dieci. Fu lanciata all'inizio del 1911 e rispetto al modello precedente propose alcune novità: prima di tutto il passo fu allungato di ben 20 cm per migliorare l'abitabilità interna. In secondo luogo, il motore ricevette una nuova rivisitazione, passando da 1195 a 1261 cm³ di cilindrata e portando la potenza massima da 10 a 12 CV erogati a 1800 giri/min.
Per il resto, la 5/12 PS prima serie riproponeva quanto già visto sulla 5/10 PS. L'unica altra grossa differenza era la disponibilità della carrozzerie, che in questo modello non comprendeva unicamente la versione biposto, ma anche la torpedo (erano i primissimi anni che tale tipo di carrozzeria cominciava a diffondersi e la Opel non volle rimanere indietro), la piccola limousine ed addirittura la landaulet.
La 5/12 PS prima serie raggiungeva una velocità massima compresa tra i 50 ed i 55 km/h, a seconda del tipo di carrozzeria montato.
Fu prodotta fino alla fine del 1911.

### La 5/12 PS seconda serie
All'inizio del 1912, la 5/12 PS ricevette numerosi interventi ed aggiornamenti, dando così origine alla seconda serie.
Rispetto alla prima serie, erano in effetti svariate le novità: prima di tutto, il telaio fu nuovamente allungato nel passo, questa volta di 7 cm in più, arrivando così a 2.4 m. Sempre dal punto di vista telaistico, la nuova 5/12 PS montava delle nuove sospensioni ad assale rigido con balestre tre quarti ellittiche, una soluzione utilizzata in quel periodo anche sulla più grande 6/16 PS.
Ma anche dal punto di vista meccanico vi furono delle significative novità: prima di tutto, il cambio ottenne la quarta marcia, una soluzione insolita, all'epoca, per una vettura di tale categoria. Inoltre, il motore vide crescere la propria cilindrata fino a 1300 cm³, mentre la potenza crebbe fino a 14.5 CV a 1800 giri/min.
Identico rispetto alla prima serie era il ventaglio di carrozzerie disponibili.
La velocità massima era di 55 km/h.
La seconda serie della 5/12 PS fu prodotta fino alla prima metà del 1914, per essere poi sostituita dalla terza serie.

### La 5/12 PS terza serie
Con l'uscita di produzione della seconda serie della 5/12 PS fu introdotta la terza serie, che si distingueva esternamente per le ruote in acciaio al posto delle ruote in legno utilizzate fino a quel momento. La terza serie della 5/12 PS divenne anch'essa popolare e ricevette ben presto il soprannome affettuoso di "puppchen" (in tedesco, "bambolina"). La 5/12 PS era meno pretenziosa delle due serie precedenti e si rese disponibile unicamente in configurazione phaeton o torpedo a 4 posti, le due versioni più gettonate.
A parte il passo, nuovamente allungato e portato a 2.5 m di lunghezza, il telaio e la trasmissione erano quelle della 5/12 seconda serie, ma il motore fu nuovamente aggiornato e passò a 1394 cm³, mentre la potenza massima rimase invariata, a tutto vantaggio della coppia motrice e quindi della brillantezza di marcia. La velocità massima rimase comunque anch'essa invariata a 55 km/h.
La terza serie della 5/12 PS fu tolta di produzione dopo pochi mesi, alla fine del 1914.

### La 5/12 PS quarta serie
La quarta serie della 5/12 PS non arrivò subito dopo l'uscita di scena della terza, a causa di un ritardo dovuto alle difficoltà causate dallo scoppio della prima guerra mondiale. Fu quindi nel 1916 che le nuove 5/12 PS tornarono a calcare le strade tedesche. La novità di spicco della quarta ed ultima serie della 5/12 PS fu l'adozione del motore da 1570 cm³ montato anche sulla 6/16 PS: tale motore era diverso dalla serie di motori utilizzati sulle serie precedenti, ma arrivava ad erogare solo 15 CV, appena mezzo cavallo vapore in più rispetto alla serie precedente.
Si tornò inoltre ad utilizzare le balestre semiellittiche per le sospensioni, mentre il cambio rimase a 4 marce. Invariate anche le prestazioni.
L'ultima serie della 5/12 PS rimase in listino fino al 1920: una volta tolta di produzione, la successiva erede sarebbe arrivata solo quattro anni dopo e sarebbe stata la capostipite della nuova serie "Laubfrosch".